# Zale edusa
Zale edusa là một loài bướm đêm trong họ Erebidae.